# Marca CE

Disseny del logotip identificador de la marca CE.

La marca CE, provinent del terme francès "Conformité Européenne" que significa "Conformitat Europea", és un símbol europeu per a certs grups de serveis o productes industrials. Es basa en la directiva 93/68/EEC. Va ser establerta per la Comunitat Europea i és el testimoni per part del fabricant que el seu producte compleix amb els mínims requisits legals i tècnics en matèria de seguretat dels Estats membres de la Unió Europea. La marca CE, però, no implica la qualitat del producte ni cap garantia que el producte satisfaci les necessitats del seu usuari, simplement assegura que compleix uns mínims en matèria de seguretat.
La marca CE ha de ser ostentada per un producte si aquest es troba dins de l'abast de les aproximadament vint Directives "New Approach" o "de Nou Enfocament", i que es pugui vendre i posar-se en servei legalment dins dels països que conformen la UE. La marca CE pot considerar-se com el passaport per al comerç del producte dins dels països de la Unió Europea.

## Característiques de la marca CE
Des de l'any 1995, els productes que a causa del seu tipus o propietats poden emprar algunes de les directives de la UE, han de portar la marca CE abans d'entrar en circulació o en servei. Es prohibeix llavors, la comercialització en la UE dels productes que no reuneixin les condicions que implica la marca. Els fabricants d'un producte, tenen la responsabilitat decomplir les directives de la Unió Europea. Al producte d'importació, se'ls permet entrar en circulació i en servei si correspon a les condicions de totes les directives emprades. El fabricant o el seu representant autoritzat en la UE (importador o comercialitzador), realitza una Declaració de conformitat de la Unió Europea i fixa la marca CE en el producte. Les directives consideren com a fabricant no sols a qui assumeix la responsabilitat del disseny i la fabricació d'un producte, sinó també a qui modifica les seues característiques o aplicacions i/o realitza una instal·lació a partir de diferents productes. En cas de ser necessari es contactarà un organisme notificat. Junt amb la marca CE no són permesos cap altre símbol o segell de qualitat que posin en dubte la declaració de la marca CE. La marca CE confirma el complet acatament de les exigències fonamentals (de seguretat) que estan fixades en les directives de la UE. Excepcions a aquesta regla només tenen vigència quan directives especials preveuen condicions que expressen quelcom diferent.

## Grups de productes afectats
Entre els grups de productes afectats per la marca CE hi ha:
- Equips de baixa tensió
- Recipients a pressió
- Joguines
- Productes de construcció
- Compatibilitat electromagnètica
- Màquinària
- Equips de protecció individual
- Instruments de mesura
- Productes sanitaris implantables actius
- Aparells de gas
- Calderes d'aigua calenta
- Explosius amb fins civils
- Productes sanitaris
- Equips per atmosferes potencialment explosives
- Embarcacions d'esbarjo
- Ascensors
- Aparells de refrigeració
- Equips a pressió
- Productes sanitaris de diagnòstic in vitro
- Equips terminals de ràdio i telecomunicació

## Confusions de marca CE

### China export

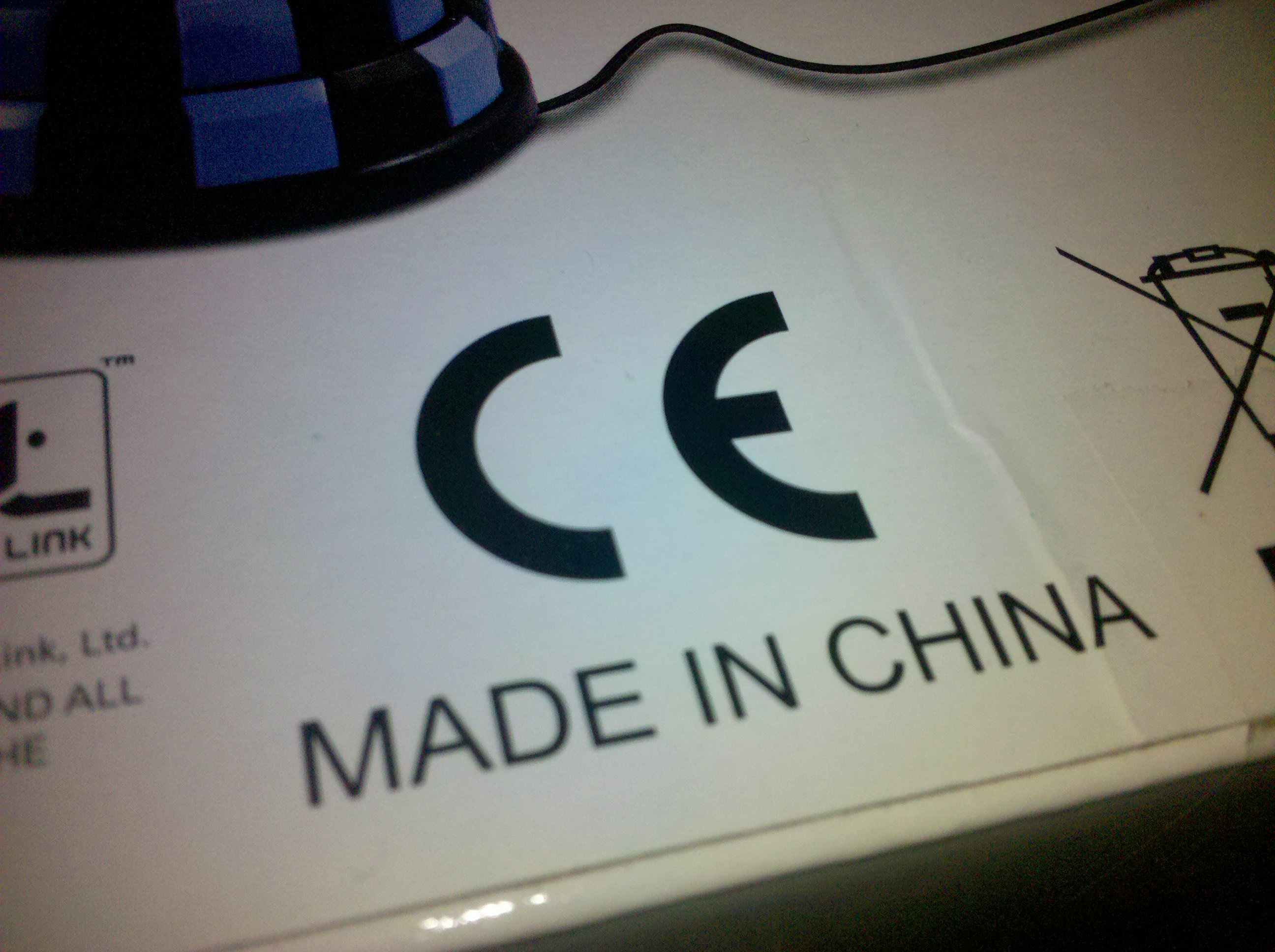
Localització confusa per proximitat de la marca CE i el text Made in China (fet a la Xina)

Alguns productes tenen un símbol CE que significa exportació de la Xina o electrònica de la Xina i és confusament similar a la marca CE de la UE. Les dues lletres estan molt properes, no espaiades com la marca CE.

European conformance CE mark
"China Export/Electronics" CE symbol

Alguns productes poden tenir conformitat amb la marca CE, però no es mostra correctament el logotip i altres il·legalment poden posar la marca correcta d'elements no conformes, o en un ítem sense el requerit certificat de conformitat requerit.
Algunes proves suggereixen que la marca "exportació de la Xina" és una broma o un "mite urbà". Va ser presentat com una qüestió al Parlament de la UE amb una resposta del Sr Verheugen. Per a més informació poden veure.